# 扎多敏梭
扎多敏梭王子（1762年6月15日—1808年4月9日），缅甸貢榜王朝王子，波道帕耶第二子（长子在出生不久早亡了），实皆王和沙耶瓦底王的父亲，他的全名是斯里·马哈·达尔马·维贾雅·西哈苏拉，获封迪贝因王子，1783年被立为太子。由于先于其父去世，他的儿子巴吉道（实皆王）被立为皇太孙。

## 家庭
- 後宮：
  - 妃嫔：22人
- 子：32人，16人早殇。

1. 元子，1781年生，早殇。
2. MinGyiGaw王子，早殇。
3. OukkoIohla王子，早殇。
4. 实皆王
5. MaungNanjeen
6. MaungLap
7. 沙耶瓦底王
8. MaungHlo
9. MaungPhaGale
10. MaungPhonyo，早殇。
11. MaungMyatPhu
12. MaungAnn
13. MaungKheing
14. MaungShweTho
15. MaungShwePo
16. MaungPhoYauk
17. MaungGunHyun，早殇。
18. MaungKulaNyo，早殇。
19. 早殇。
20. MaungPhoMin
21. MaungShweSwun
22. 第23，24，25，26子未名早殇。
23. MaungBu，早殇。
24. MaungKu，早殇。
25. 失名王子一人，有2女。
26. 锡袍王子
27. Kowoun王子
28. MaungBwa,早殇。

- 女：共26人。